# Kirchenburg Kinding
Die Kirchenburg Kinding mit dem Kirchenpatrozinium Mariä Geburt ist eine spätmittelalterliche Wehrkirchenanlage, die auf 378 m ü. NHN im Ort Kinding der gleichnamigen Gemeinde im oberbayerischen Landkreis Eichstätt am nördlichen Hang des Altmühltals liegt. Die Anlage ist unter der Aktennummer D-1-76-137-2 als Baudenkmal verzeichnet. „Mittelalterliche und frühneuzeitliche Befunde im Bereich der Kath. Pfarrkirche St. Maria in Kinding mit befestigtem Friedhof“ werden zudem als Bodendenkmal unter der Aktennummer D-1-6934-0028 geführt.

## Geschichte
Nach alter Überlieferung erbaute der bayerische Lehnsherr von Kinding, Ulrich I. Schenk von Geyern, nach 1310 aus dem Abbruchmaterial seiner Burg die Kirche, zumindest das Langhaus. Das Untergeschoss des Kirchturms reicht allerdings in die romanische Zeit zurück.

## Beschreibung

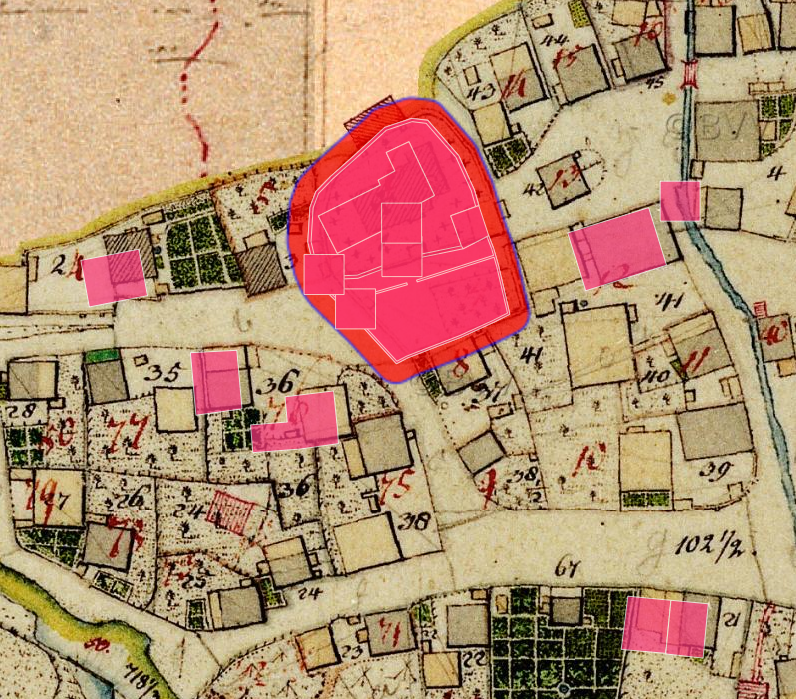
Lageplan von Kirchenburg Kinding auf dem Urkataster von Bayern

### Kirche
Das Langhaus weist fünf Achsen auf. 1357 wurden drei Altäre und zwei Friedhöfe geweiht, 1406 ein vierter Altar. Ende des 16. Jahrhunderts oder Anfang des 17. Jahrhunderts wurde das Obergeschoss des im Osten der Kirche stehenden, nicht gegliederten Glockenturms in Backstein aufgebaut. 1602, bei der Visitation des Eichstätter Generalvikars Vitus Priefer, hatte die Kirche vier Altäre, darunter einen Andreasaltar „novum et egregie pictum“ (lateinisch für „neu und hervorragend gemalt“). 1732 kamen die beiden barocken Seitenaltäre in die Kirche, der Frührokoko-Hochaltar folgte 1738. 1792 wurde die getäfelte Flachdecke durch eine Weißdecke ersetzt; vier Jahre später erhielten die Altäre neue „Tumben“ (sargähnliche Unterbauten) und die 1680 errichtete Kanzel mit ihrem polygonen Korpus einen neuen Schalldeckel; letzterer wurde 1796 klassizistisch mit einem Vasenabschluss umgestaltet. 1907 wurde das Langhaus nach Westen verlängert. Der achtseitige Ziegelhelm des Kirchturms weist nicht nur die üblichen, sondern auch farbig glasierte, in Mustern verlegte Ziegel auf.

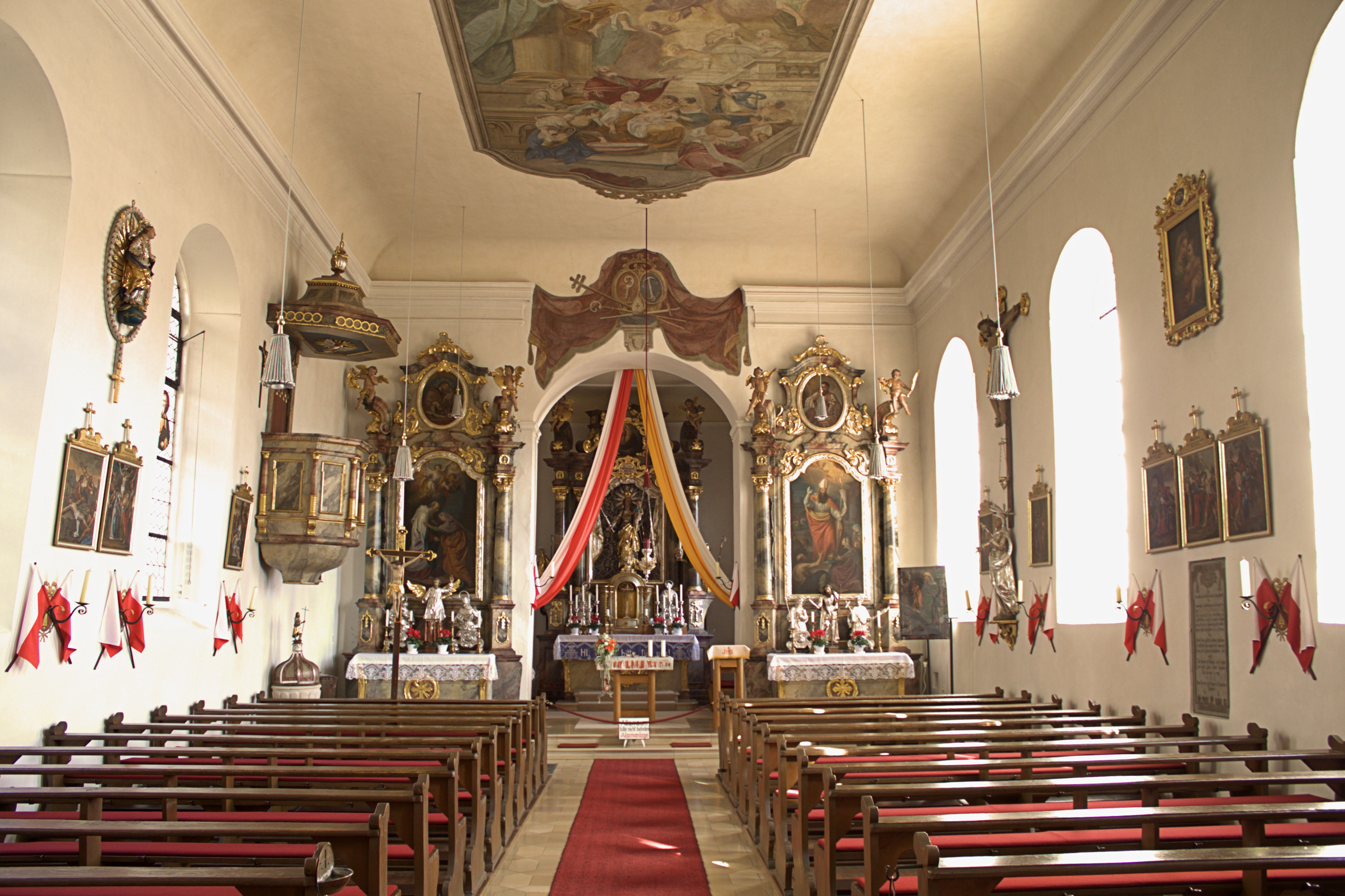
Innenansicht der Kirche

Hinter dem barocken Chorbogen befindet sich der Chor mit hochliegender Flachdecke im Ostturm. Bis auf ein dortiges kleines Rundbogenfenster aus der Zeit der Romanik sind alle Kirchenfenster barock. Das Deckengemälde des Langhauses, 1792 von Willibald Wunderer gemalt, stellt das Patrozinium „Mariä Geburt“ dar. Von Maria sind zwei Statuen vorhanden, eine spätgotische von 1420 unter der Empore und eine barocke von 1738 auf dem Hochaltar, die sich bis 1939 am Toreingang der inneren Friedhofsbefestigung befand. Der Taufstein besteht aus einem Muschelbecken auf Balusterfuß vom Ende des 17. Jahrhunderts.
Die Sakristei mit ihrer Kassettendecke von 1687 liegt an der Nordseite des Chores. An der Kirchensüdseite befindet sich rechts vom Eingang eine aus Holz geschnitzte Ölberg-Szene der Spätgotik (um 1500). Das Bergkreuz am Rand des Altmühltales oberhalb der Kirche wurde 1857 aufgestellt.
Die Kirche ist katholische Pfarrkirche des Pfarrortes Kinding, einer Urpfarrei des Bistums Eichstätt (2007: 495 Katholiken) im Dekanat Beilngries; die Pfarrei wird vom Pfarrer des nahen Pfarrortes Enkering, wo es ebenfalls eine Wehrkirche gibt, mitversorgt.

### Fünfwundenkapelle

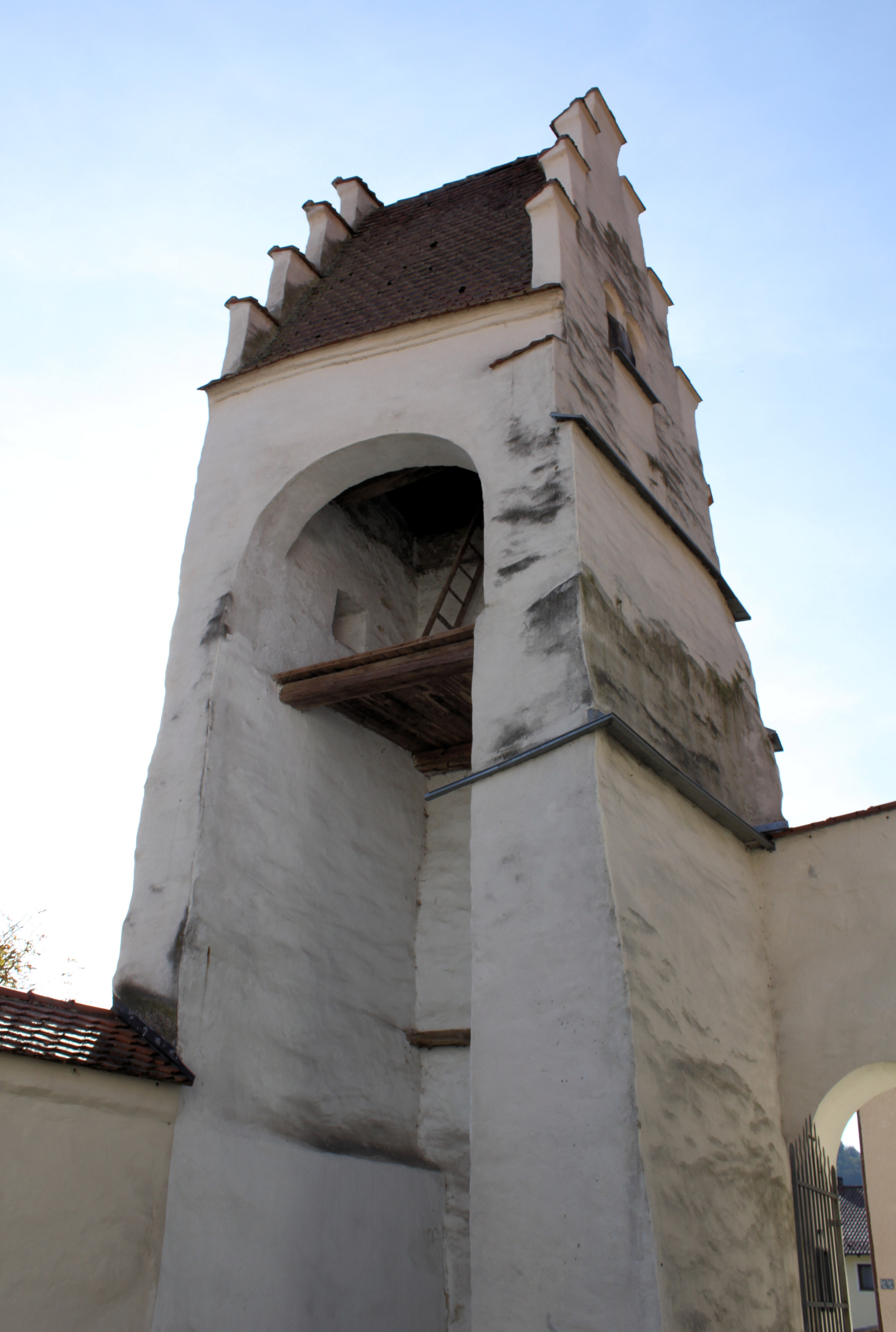
Südlicher Wehrturm

Für 1474 ist die Konsekration einer Michaelskapelle über dem Karner des Friedhofs überliefert. Sie lehnte sich an den südöstlichen Eckturm des Berings an. 1687 erhielt diese die heutige doppelgeschossige Gestalt. Das Patrozinium der Kapelle bezieht sich auf die Verehrung der fünf Wunden Christi; es gab in Kinding eine Fünf-Wunden-Bruderschaft, für deren Gebet die Kapelle 1687 errichtet wurde.

### Beringe
Die noch vorhandene Wehranlage besteht aus einem unteren (südlichen) Friedhofs- und einem oberen (nördlichen, etwas höher gelegenen) Friedhofs- und Kirchenbering, (nicht mehr vorhandenen) Wehrgängen am oberen, nördlichen Bering und drei in einer gemeinsamen Schildmauer stehenden Wehrtürme ebenfalls des oberen Berings. Die beiden Beringe (die Bezeichnung „doppelter Bering“ wäre irreführend) sind bereits für 1357 nachgewiesen; schon damals gab es in ihrem Schutze einen inneren und einen äußeren Friedhof. Im oberen Bering stehen auch die Pfarrkirche und die Fünfwundenkapelle. Die drei Türme an der Südseite des oberen Berings sind allerdings nachgotisch. Der Turm an der Nordwestecke und der mittlere Turm weisen Treppengiebel mit Satteldächern auf und sind nach der Innenseite des oberen Berings hin offen. Der Turm an der Südostecke hat einen Ziegelhelm mit vierseitiger Laterne und geschweifter Kuppel als Abschluss. Vom Wehrgang sind noch die Mauerabsätze erkennbar. Auch sind noch Schießscharten zu sehen. In Zeiten unmittelbarer Bedrohung suchte die Bevölkerung im oberen Bering Zuflucht, während man im unteren turmlosen Bering Hab und Gut und vor allem das Vieh unterbrachte.